# 24 de juny
El 24 de juny és el cent setanta-cinquè dia de l'any del calendari gregorià i el cent setanta-sisè en els anys de traspàs. Queden 190 dies per a finalitzar l'any.

## Esdeveniments
Països Catalans
- 1064 - Consagració de l'església del Monestir de Sant Llorenç del Munt.[1]
- 1412 - Casp (Corona d'Aragó): signatura del Compromís de Casp.[2]
- 1925 - Barcelona: el governador civil de Barcelona, Joaquim Milans del Bosch i Carrió, ordena la clausura d'activitats i el tancament del camp de les Corts del Barça durant 6 mesos.[3]
- 1927 - Barcelona: S'estrena al Teatre Goya Mariana Pineda, de García Lorca, interpretada per Margarida Xirgu i amb decorats de Dalí.[4]
- 1939 - Barcelona: comença a publicar-se la revista Destino, fundada a Burgos en 1937.
- 2016 - Barcelona: Es disputa la final de la lliga francesa de rugbi, entre els equips de Racing 92 i RC Toulon, amb victòria pels primers per 29-21.

Resta del món
- 1295 - Anagni (Laci): se signa un conveni de pau entre el papa Bonifaci VIII i els ambaixadors de la Corona d'Aragó, França i Nàpols sobre les respectives influències a la Mediterrània central.[5]
- 1314 - La batalla de Bannockburn, fou una significativa victòria escocesa en la Guerra de la Independència d'Escòcia.[6]
- 1509: Caterina d'Aragó, filla dels Reis Catòlics, és coronada reina d'Anglaterra.
- 1717 - Londres (Regne Unit): es funda la primera federació de lògies maçòniques: la Gran Lògia de Londres i Westminster.
- 1840 - Leipzig (Alemanya): estrena de la simfonia núm. 2 en Si♭ major, op. 52, Lobgesang i de la cantata Festgesang zum Gutenbergfest, ambdues de Felix Mendelssohn, compostes per a commemorar el quart centenari de la invenció de la impremta.
- 1859 - Solferino (Itàlia): Els exèrcits de França i Sardenya-Piemont derroten a les forces de l'Imperi Austríac en la qual passarà a ser coneguda com a batalla de Solferino.[7]
- 1861: Insurrecció camperola a Mollina (Andalusia) que provoca la revolta de Loja.

## Naixements
Països Catalans
- 1836 - Barcelona: Francesc Soler i Rovirosa, pintor i escenògraf, considerat el màxim representant de l'escenografia realista a Catalunya (m. 1900).
- 1848 - Valls: Maria Güell i Puig, religiosa fundadora de les Missioneres Filles del Cor de Maria (m. 1921).[8]
- 1872 - Sant Quirze de Besora: Carme Martí i Riera, modista i empresària catalana, creadora del sistema de patronatge Martí (m. 1949).[9]
- 1902 - Terrassa: Mateu Avellaneda, dibuixant català.
- 1932 - València: Queta Claver, actriu i vedette valenciana (m. 2003).[10]
- 1953 - Cubells: Inés Sabanés Nadal, llicenciada en Educació física i política espanyola.[11]
- 1970 - Barcelona: Sílvia Bel i Busquet, actriu de teatre, cinema i televisió catalana.[12]

Resta del món
- 1081 - Lleó: Urraca I de Lleó, reina de Lleó i de Castella (m. 1126).[13]
- 1254 - Leiden: Florenci V d'Holanda, Comte d'Holanda, de Zelanda i de Frísia.
- 1542 - Fontiveros, Àvila: Joan de la Creu, frare carmelita que escrigué una obra poètica molt eminent (m. 1591).[14]
- 1616 - Dordrecht: Ferdinand Bol, dibuixant i pintor holandès (m. 1680).
- 1850 - Comtat de Kerry (Irlanda): Horatio Herbert Kitchener Mariscal de Camp, 1r Comte Kitchener, va ser un militar britànic d'origen irlandès i procònsol que adquirí fama per les seves campanyes imperials (m. 1916).[15]
- 1860 - Madrid: Maria de la Mercè d'Orleans, reina d'Espanya, dona d'Alfons XII (m. 1878).[16]
- 1883 - Waldstein, Bohèmia (Imperi-Austrohongarès): Victor Franz Hess, físic austríac, Premi Nobel de Física de 1936 (m. 1964).[17]
- 1888 - Utrech (Països Baixos): Gerrit Rietveld, arquitecte i dissenyador neerlandès (m. 1964).[18]
- 1901 - Oakland, Califòrnia (EUA): Harry Partch, compositor estatunidenc (m. 1974).[19]
- 1906 - París (França): Pierre Fournier, violoncel·lista francès (m. 1986).[20]
- 1917 - Londres: Joan Clarke, criptoanalista i numismàtica anglesa que treballà a Bletchley Park durant la 2a Guerra Mundial (m. 1996).[21]
- 1923 - Tours, França: Yves Bonnefoy, poeta, crític d'art i traductor francès (m. 2016).[22]
- 1927 - Nova York (EUA): Martin Lewis Perl, físic nord-americà, Premi Nobel de Física de l'any 1995 (m. 2014).[23]
- 1934 - Siligo, Sardenya: Maria Carta, cantant de música sarda, actriu i poeta (m. 1994).[24]
- 1935 - Colfax, Louisiana (EUA): Terry Riley, compositor i pianista nord-americà de música contemporània.[19]
- 1941 - Sliven (Bulgària): Julia Kristeva, filòsofa, teòrica de la literatura i del feminisme, novel·lista francesa d'origen búlgar.[25]
- 1944 - 
  - Wallington, Surrey (Anglaterra): Geoffrey Arnold ("Jeff") Beck, guitarrista de rock/blues (m. 2023).[26]
  - New Castle: Nancy Cartwright, filòsofa de la ciència estatunidenca, premi Hipàtia Barcelona de 2021.[27]
- 1951 - Buenos Aires: Erika Rosenberg, escriptora alemanya, intèrpret, traductora, periodista i biògrafa d'Oskar i Emilie Schindler.[28]
- 1961 - Bridgeport: Rebecca Solnit, historiadora, escriptora, periodista i activista estatunidenca.[29]
- 1962 - Ciutat de Mèxic: Claudia Sheinbaum, política, científica, activista i escriptora mexicana, Cap de Govern de Ciutat de Mèxic.[30]
- 1963 - Milà, Itàlia: Benedetta Tagliabue, arquitecta italiana establerta a Catalunya.[31]
- 1987 - Rosario, Argentina: Lionel Messi, futbolista argentí.

## Necrològiques
Països Catalans
- 1519 - Ferrara (Itàlia): Lucrècia Borja, filla de Roderic Gil de Borja i Borja, que l'any 1492 fou nomenat papa amb el nom d'Alexandre VI (n. 1480).
- 1909 - Barcelona: Antoni Elias i de Molins, bibliògraf i director de museu català (n.1850).
- 1999 - Perpinyà: Adela Carreras Taurà –Adelita del Campo–, locutora radiofònica a Radio Paris Internacional i activista antifranquista catalana.[32]
- 2002 - Manresa: Maria Noguera Puig, esmaltadora i pintora catalana (n. 1906).[33]
- 2012 - Lleida (Segrià): Miki Roqué, jugador de futbol del Real Betis Balompié (n. 1988).
- 2017 - Madrid: Victòria Pujolar Amat, republicana i activista, primera veu en català de la clandestina Radio Pirenaica (n. 1921).[34]

Resta del món
- 1835 - Zegama (País Basc): Tomás de Zumalacárregui, militar carlista basc (n. 1788).[35]
- 1882 - Frankfurt del Main, Alemanya: Joseph Joachim Raff, compositor germano-suís (n. 1822).[19]
- 1894 - Lió (França): Marie François Sadi Carnot, enginyer, President de la República Francesa de 1887 a 1894 (n. 1837).[36]
- 1908 - Princeton, Nova Jersei (EUA): Grover Cleveland, advocat, 22è i 24è president dels Estats Units (n. 1837).[37]
- 1935 - Medellín (Colòmbia): Carlos Gardel, cantant i compositor de tangos argentí, considerat el més important de la primera meitat del segle xx.[38]
- 1968, Nova York: Hattie Elizabeth Alexander, pediatra i microbiòloga estatunidenca(n.1905).[39]
- 1970 - Ciutat de Mèxic: Pilar de Zubiaurre, intel·lectual, escriptora, pianista i marxant d'art basca (n. 1884).[40]
- 1975 - Seattle, Washington: Elizabeth Lee Hazen, fisiòloga i microbiòloga que desenvolupà la nistatina (n. 1885).[41]
- 1997 - Malibú, Califòrnia (Estats Units): Brian Keith, actor estatunidenc (n. 1921).
- 2008 - Santa Cruz, Califòrnia (Estats Units): Gerhard Ringel, matemàtic alemany (n. 1919).
- 2009 - Florència (Itàlia): Robèrt Lafont, lingüista, historiador, poeta, novel·lista, dramaturg i activista cultural i polític occità (n. 1923).[42]
- 2010 - Needham: Elise M. Boulding, sociòloga pionera dels estudis per a la pau i resolució de conflictes (n. 1920).[43]
- 2012 - Illes Galápagos (Xile): George el Solitari, tortuga centenària, últim exemplar de la subespècie Chelonoidis nigra abingdoni.
- 2013 - Roma (Itàlia): Emilio Colombo, diplomàtic i polític italià (n. 1920).[44]

## Festes i commemoracions
- Diada Nacional dels Països Catalans[45][46][47][48]
- Dia do Caboclo, al Brasil

### Santoral[49]

#### Església Catòlica[50]
- Sants al Martirologi romà (2011): Nativitat de Sant Joan Baptista; Joan i Fest de Roma, màrtirs (s. I); Agoard, Agilbert i companys màrtirs (s. V-VI); Simplici d'Autun, bisbe (375); Rumold de Mechelen, eremita i màrtir (775); Teodulf de Lobbes (776); Guntard de Nantes, bisbe (843); Teodoric de Vestervig (1065); Josep Yuan Zaide (1817).
  - Beats: Ivan de Karlstein, eremita (900); María Guadalupe García Zavala, fundadora (1963).
- Sants: Amfíbal de Verulamium, màrtir (ca. 304); Orenci, Heros, Farnaci, Firmí, Ferm, Ciríac i Longí, germans soldats màrtirs (304); Faust i 23 companys màrtirs de Roma; Alena de Brussel·les, verge màrtir (640); Enric d'Auxerre, monjo (ca. 880); Joan de Tui, eremita (segle ix).
- Beats: Erembert de Kremsmünster, abat (s. XI); Raingarda de Marcigny, vídua (1135); Bartomeu de Farne, eremita (ca. 1193).
- Venerable Anders Sunesøn, bisbe de Roskilde (1228); Jakob Spiegel, cistercenc (1642); Heinrich König, prevere màrtir (1942).
- Serventa de Déu Miquela Grau, fundadora de les Germanes de la Doctrina Cristiana (1885).
- Venerats a l'Orde de la Mercè: beat Cristóbal de Albarrán, màrtir (1566).

#### Església Copta
- 17 Baoni: Latzó d'El-Bahnessa, eremita; devolució de les relíquies de Marc evangelista a Alexandria (1968).

#### Església Ortodoxa (segons el calendari julià)
- Se celebren els corresponents al 7 de juliol del calendari gregorià.

#### Església Ortodoxa (segons el calendari gregorià)
Corresponen als sants 11 de juny del calendari julià litúrgic:
- Sants Bartomeu apòstol i Bernabeu apòstol; Teopempt, Maria i màrtirs de Pèrgam; aparició de l'Arcàngel Gabriel a un monjo de Mont Atos (s. X); descobriment de les relíquies de sant Efraïm de Novotorzhk (1572, m. 1077); translació de les relíquies de Sant Arcadi de Viazma (m. 1077); Barnabas de Vetluga, abat (1445); mort de Melània d'Eletz (1836); Bernabé de Basa, monjo; Màrtirs de Pekín; Nifont de Constantinoble, patriarca.

#### Església anglicana
- Sant Joan Baptista

#### Esglésies luteranes
- Sant Joan Baptista